# Coronavirus-Update
Das Coronavirus-Update ist ein Podcast des Norddeutschen Rundfunks, der von Korinna Hennig, Anja Martini und Beke Schulmann moderiert wurde. Die anfangs etwa 30-minütigen, später längeren, Gespräche mit Christian Drosten, dem Leiter der Virologie der Berliner Charité, und Sandra Ciesek, Direktorin des Instituts für medizinische Virologie am Universitätsklinikum Frankfurt, befassten sich wissenschaftlich mit verschiedenen Aspekten des Virus SARS-CoV-2 und der COVID-19-Pandemie. Nachdem der Podcast im Februar 2020 mit Christian Drosten gestartet war, wechselte er sich ab September 2020 wöchentlich mit Sandra Ciesek als Gesprächsgast ab. Es gab verschiedene Folgen mit anderen Gästen. Die bisher letzte Folge mit Drosten und Ciesek erschien am 29. März 2022. Danach wurden Sondersendungen ausgestrahlt, die letzte am 9. Oktober 2023.
Ab dem 28. Januar 2025 wurden 10 neue Folgen ausgestrahlt, in denen es in Gesprächen mit verschiedenen Wissenschaftlern um die Lehren aus 5 Jahren Corona geht. Am 3. April 2025 wurde der Feed zum Podcast 11KM Stories übertragen, in dem es um verschiedene ausführlich recherchierte Themen geht.

## Ziel, fachlicher Horizont, Hörerservice
Erklärtes Ziel des Podcasts war es, zu informieren, einzuordnen und Hintergründe zu liefern. Der Podcast sollte „so viele Menschen wie möglich so fundiert wie möglich informieren – ohne dabei unnötige Panik zu verbreiten“. Ebenso sollte der Podcast der Wissenschaft dienen.
Die NDR-Info-Wissenschaftsredakteurinnen Anja Martini, Korinna Hennig und Beke Schulmann interviewten Christian Drosten und ab Folge 55 auch Sandra Ciesek zum Coronavirus SARS-CoV-2 und der durch das Virus verursachten Erkrankung COVID-19. Während epidemische Coronaviren das Forschungsfeld von Drosten sind, forscht Ciesek im Zusammenhang mit COVID-19 an Wirkstoffen und dem Nachweis von Viren. Der Podcast wurde mittlerweile mit einem Team von über zehn Mitarbeitern produziert. Für verschiedene Messenger wurden etwa 10-minütige Kurzfassungen des Podcasts angeboten.

### Sonderfolgen und Folgen mit weiteren Gästen
Am 1. April 2020 wurde krankheitsbedingt eine Sonderfolge hinter den Kulissen eingeschoben. Am 21. Mai 2020 wurde das Format mit anderen Personen wiederholt.
An der Folge 30 nahm auch der Physiker Dirk Brockmann teil, der an der Modellierung von Epidemien in Computersimulationen forscht. Während der Sommerpause 2020 der Drosten-Interviews wurden drei Sonderfolgen (Folgen 51–53) produziert, in denen Anja Martini jeweils mit 4 Wissenschaftlerinnen und Wissenschaftlern das Thema aus verschiedenen Blickwinkeln betrachtete.
- Folge 51 vom 16. Juli 2020 mit Birgit Spinath, Stefan Kluge, Jürgen Manemann und Jonas Schmidt-Chanasit
- Folge 52 vom 6. August 2020 mit Marylyn Addo, Alena Buyx, Hans-Georg Eichler und Wolfgang Greiner
- Folge 53 vom 27. August 2020 mit Sandra Ciesek, Ania Muntau, Lothar H. Wieler und Martin Kriegel

Nach Folge 53 wechselten sich in den regulären Folgen Sandra Ciesek und Christian Drosten als Gesprächspartner ab. In Folge 61 vom 20. Oktober 2020 war neben Sandra Ciesek auch erneut der Intensivermediziner Stefan Kluge vom Universitätsklinikum Hamburg-Eppendorf für Betrachtung der Lage in den Kliniken zu Gast. In Folge 67 vom 1. Dezember 2020 war neben Sandra Ciesek auch Gernot Rohde (wie Ciesek vom Universitätsklinikum Frankfurt) als Pneumologe für das Thema Forschungsstand zu Langzeitfolgen bzw. von langen Verläufen der Erkrankung anwesend. In der Folge 81 vom 23. März 2021 war neben Sandra Ciesek auch Christian Dohna-Schwake, Facharzt für Kinderheilkunde am Universitätsklinikum Essen, für das Thema MIS-C eingeladen. In Folge 91 wurde Thomas Mertens von Ständigen Impfkommission (STIKO) zum Thema Kinderimpfungen zugeschaltet. Am 17. Juni 2022 erschien eine Folge mit Sandra Ciesek über die Omikron-Varianten BA.4 und BA.5.
Neben den reinen Podcastfolgen bietet das Produktionsteam inzwischen auch ein Transkript zu jeder Folge. Zusätzlich gibt es ein Glossar, in dem viele der verwendeten Fachbegriffe erläutert werden, sowie eine Bibliographie der im Podcast erwähnten Journal-Beiträge und Studien.

## Entstehung, Aufbau, Themen, Format
Die Idee für den Podcast entstand auf Anregung von Norbert Grundei, dem Leiter des Radiosenders N-Joy und des „NDR Audio-Labs Think Radio“, der Drosten in verschiedenen Sendungen als Gesprächspartner gesehen hatte. Nach der Zusage Drostens wurde die Sendung in der Wissenschaftsredaktion des Radiosenders NDR Info angesiedelt und innerhalb weniger Tage gestartet.
Die erste Folge des Podcasts erschien am 26. Februar 2020 und die gesendeten Folgen sind seitdem in der Regel so aufgebaut, dass Korinna Hennig, Anja Martini oder Beke Schulmann, Wissenschaftsredakteurinnen von NDR Info, Christian Drosten und Sandra Ciesek vormittags anrufen und interviewen: zu SARS-CoV-2 bzw. COVID-19, zu Aspekten der laufenden Forschungstätigkeit und fachlichem Austausch mit Kollegen weltweit, zu den Aufgaben und der Bedeutung von Labordiagnostik in der aktuellen Situation, zur Trennung von Wissenschaft und Politik sowie zur Einschätzung der Lage in Deutschland und anderen Ländern. Gelegentlich greifen die Redakteurinnen Hörerfragen auf.
Anfangs erschien der Podcast werktäglich, ab Folge 31 alle zwei Tage, ab Folge 36 zweimal und ab Folge 49 einmal pro Woche. Ab Folge 51 wechselte sich Drosten wöchentlich mit Ciesek ab. Damit sollte Drosten mehr Zeit haben, sowohl der Forschungsarbeit nachzugehen als auch Studien zu lesen, die im Podcast besprochen werden könnten. Ab Folge 65 werden in der Beschreibung Zeitmarken für bestimmte Themen aufgelistet, damit die über die Zeit deutlich länger gewordenen Sendungen abschnittsweise gehört werden können.
Die Folge 97 (mit Christian Drosten) wurde nach der Sommerpause ausnahmsweise am Freitag, den 3. September 2021, im ARD-Hauptstadtstudio in Bild und Ton aufgezeichnet. In dieser Sendung wurde angekündigt, dass in der Folgezeit nur noch alle zwei Wochen eine Folge des Podcasts erscheinen soll. Für den 29. März 2022 hat der NDR angekündigt, den Podcast in der bisherigen Form zu beenden und stattdessen Sonderfolgen mit weiteren Experten zu produzieren.

## Verbreitung
Der Podcast gewann innerhalb kurzer Zeit sehr an Popularität. Laut Angaben von Grundei wurden bis zum 26. März 2020 die Folgen mehr als 15 Millionen Mal abgerufen, bis zum 8. Mai 2020 waren es 41 Millionen Abrufe. Zu den ersten 26 Folgen, also bis Ende April 2020, gab es ungefähr 14.000 Hörerzuschriften; die beiden Redakteurinnen erhielten in dieser Zeit etwa 150 Mails pro Tag. Zu Beginn des Podcasts waren es bis zu 1500 Zuschriften per Mail pro Tag.
Der NDR verbreitet den Podcast über verschiedene Wege, auch externe: Neben der ARD Audiothek, der ARD Mediathek und den NDR-Angeboten ist der Podcast unter anderem via RSS, iTunes, Spotify, YouTube, Telegram und Facebook Messenger zu beziehen. Des Weiteren läuft der Podcast im linearen Programm der NDR-Radiosender NDR Info und N-Joy sowie im NDR Fernsehen (mit Illustrationsbildern), jedoch teils gekürzt. Der Podcast werde inzwischen in 60 Ländern gehört, so Grundei.

## Rezeption
Aufgrund der hohen Verbreitung werden Inhalte des Podcasts regelmäßig in weiteren Medien rezipiert.
Der Podcast selbst wurde als „Wissenschaftskommunikation im besten Sinne“ bezeichnet, die Bayerische Landeszentrale für politische Bildungsarbeit empfahl den Podcast als „verlässliche Quelle“. Positiv hervorgehoben wird besonders Drostens informative, teils dozierende Art der Erklärung und dass er die Grenzen seines eigenen Wissens sowie seines Berufsfeldes aufzeige. Zudem beteilige er die Hörer an seinem Denkprozess, unter anderem indem er sich selbst hinterfrage und eigene Thesen revidiere. Die Wissenschaftsjournalistin Mai Thi Nguyen-Kim lobte den Podcast, Drosten beglücke Hörer mit einem wissenschaftlichen Niveau, das sonst nur selten in den Medien präsent sei. Der Medienwissenschaftler Stephan Weichert bezeichnete den Podcast als Beispiel für Konstruktiven Journalismus.
Medienjournalisten bezeichneten Christian Drosten aufgrund des Podcasts als den „Erklärer der Nation“; der Medienpsychologe Schwab schrieb ihm die Funktion eines „Seelsorgers“ und eines „Fels in der Brandung“ zu. Die Deutschlandfunk-Kultur-Redakteure Karla Kenya und Dennis Kogel bezeichneten den Podcast als den „deutschen Serial-Moment“ und spielten damit auf den Durchbruch von Podcasts im US-amerikanischen Markt durch die Serie Serial an. Dennoch wird auch kritisch angemerkt, dass Drosten eine gleich gut informierte journalistische Fachwelt als hinterfragendes Gegenüber fehlt, denn er habe aufgrund seiner Spezialkenntnisse einen Sonderstatus inne.
Der Musikkabarettist Bodo Wartke widmete Drosten und dem Podcast ein Lied.

## Auszeichnungen
Der Podcast wurde 2020 mit dem Grimme Online Award in der Kategorie „Information“ ausgezeichnet und gewann den Publikumspreis. Die Jury verwies auf das Potenzial der Wissensvermittlung via Podcast und erklärte, dass es „eine kompetente Redaktion und Moderation [braucht], damit sich Popularität und Fähigkeit zur Differenzierung nicht ausschließen“.
Stellvertretend für das Team des Podcasts wurde den Moderatorinnen und Wissenschaftsjournalistinnen Korinna Hennig und Katharina Mahrenholtz der Preis der Bundespressekonferenz 2020 zuerkannt.
Das Coronavirus-Update Team (Norbert Grundei, Korinna Hennig, Anja Martini und Katharina Mahrenholtz vom NDR zusammen mit Christian Drosten) wurde 2020 mit dem Georg von Holtzbrinck Preis für Wissenschaftsjournalismus in der Kategorie Elektronische Medien ausgezeichnet.
Auszeichnung des Medium Magazins in der Kategorie „Team“ für Norbert Grundei, Korinna Hennig, Anja Martini, Katharina Mahrenholtz.
Der Deutsche Hochschulverband zeichnete Christian Drosten und Sandra Ciesek vor allem für ihre Leistungen in diesem Podcast als Hochschullehrer des Jahres 2021 aus.
2021 wurde der Podcast mit dem Heinz Oberhummer Award für Wissenschaftskommunikation ausgezeichnet.
2022 wurde der Medienpreis der Christoph-Lohfert-Stiftung an das Redaktionsteam des NDR sowie an Christian Drosten und Sandra Ciesek verliehen.

## Weitere Podcasts zum Thema
- Kekulés Corona-Kompass, MDR
- Coronavirus – Doc Esser klärt auf, WDR
- Corona aktuell – Der Podcast der Bundesregierung[46]